# Bells (Teksas)
Bells – miasto w Stanach Zjednoczonych, w stanie Teksas, w hrabstwie Grayson.